# باول جينينغز
باول جينينغز (بالإنجليزية: Paul Jennings)‏‏ (30 أبريل 1943 - ) كاتب، وكاتب للأطفال، وروائي، وكاتب سيناريو من المملكة المتحدة.

## روابط خارجية
- باول جينينغز على موقع IMDb (الإنجليزية)
- باول جينينغز على موقع كينوبويسك (الروسية)